# Villa O’Higgins
Villa O’Higgins ist ein kleines Dorf in Chile im Süden der Región de Aisén (Region XI). Der Ort hat rund 400 Einwohner.

## Geografie
Es liegt rund 200 km südwestlich von Cochrane an der argentinischen Grenze, neben Río Mayer und dem See Lago O’Higgins.
Das Klima ist ozeanisch und aufgrund der südlichen Lage bereits recht kühl, die Wintertemperaturen fallen bis auf −20 °C.

## Geschichte
Vor der Besiedlung durch Kolonisten lebte das Volk der Kawéskar in der Region. Um 1899 erforschte der deutsche Geograph Hans Steffen die Gegend. Die Grenze blieb lange umstritten, bis der britische König Eduard VII. die offizielle chilenisch-argentinische Grenze am 20. November 1902 festsetzte. Ab 1903 begannen die ersten Kolonisten die Gegend zu besiedeln. Die Besiedlung zerstörte viele waldreiche Gebiete. Das Dorf wurde offiziell am 20. September 1966 gegründet.
Vor dem Anschluss an die große Fernstraße Carretera Austral 1997 lebten relativ wenige Siedler in Villa O’Higgins. Der Ort ist momentan der südliche Endpunkt der Fernstraße.

## Wirtschaft
Mit der Carretera Austral kam ein gewisser Aufschwung in dieses entlegene Gebiet. Neben dem Tourismus spielen Schafzucht und Fischerei eine Rolle. Der Ort verfügt über einen kleinen Flughafen namens Aérodromo de Villa O’Higgins.

## Tourismus
Westlich der Stadt liegt der riesige Nationalpark Bernardo O’Higgins und die vergletscherten Gebiete des Campo de Hielo Sur. Die Gegend ist ideal für Angler und Mountain-Biker.